# Mohammad Rashid Mazaheri
Mohammad Rashid Mazaheri (persisch محمد رشید مظاهری; * 18. Mai 1989 in Gachsaran) ist ein iranischer Fußballtorhüter.

## Karriere

### Klub
In seiner Jugend spielte er unter anderem bei Fajr Sepasi, wo er im Sommer 2008 von der U19 in die U21 wechselte und von dort wiederum im Sommer des nächsten Jahres in die erste Mannschaft von Esteghlal Ahvaz. Ein nächster Wechsel folgte anschließend zur Saison 2011/12 zum Foolad FC. Zwar verließ er den Klub im November 2013 dann in Richtung Zob Ahan; da er aber noch am Anfang der Saison im Kader stand, darf er sich als Teil der späteren Meistermannschaft von Foolad sehen. Mit Zob Ahan gewann er anschließend zwei Mal in Folge den Pokal sowie auch ein Mal noch den nationalen Supercup.
Zur Saison 2019/20 verließ er diesen Klub aber auch wieder und schloss sich für diese Spielzeit Tractor an, mit welchen er erneut den Pokal gewinnen konnte. Ab September 2020 schloss er sich noch einmal Esteghlal Teheran an, seit Anfang Februar 2022 ist er beim Sepahan FC unter Vertrag.

### Nationalmannschaft
Sein erster bekannter Einsatz für die iranische Nationalmannschaft war ein 4:0-Sieg über Indien während der Qualifikation für die Weltmeisterschaft 2018. Anschließend folgten noch Einsätze in zwei Freundschaftsspielen im Jahr 2016 und im Jahr 2017. Er stand auch im Kader bei der Endrunde der Weltmeisterschaft 2018, erhielt hier jedoch keine Einsätze.